# Danh sách bài hát về Sài Gòn – Thành phố Hồ Chí Minh
Dưới đây là danh sách những ca khúc về Sài Gòn và nay là Thành phố Hồ Chí Minh, tuy nhiên cho đến nay, tên Sài Gòn vẫn được sử dụng trong nhiều ca khúc và phương tiện thông tin hiện nay.
Sài Gòn từng là thủ đô Việt Nam Cộng Hòa trước năm 1975 và hiện nay là trung tâm kinh tế quan trọng của Việt Nam, cũng là nơi tập trung nhiều ca sĩ, nhạc sĩ và có sinh hoạt văn nghệ phong phú nhất trong cả nước Việt Nam, nên những sáng tác về Sài Gòn rất đa dạng, từ nhạc vàng, nhạc trữ tình, nhạc đỏ, nhạc hải ngoại, nhạc trẻ đến nhạc rock, rap...

## Danh sách
| Tên ca khúc                                       | Nhạc sĩ sáng tác                  | Năm sáng tác        | Ca sĩ thể hiện                                                                               | Ghi chú |
| ------------------------------------------------- | --------------------------------- | ------------------- | -------------------------------------------------------------------------------------------- | ------- |
| Ai đến Sài Gòn                                    | Hoàng Dũng                        |                     | Lý Hải, Quốc Hùng                                                                            |         |
| Anh Cali em Sài Gòn                               | Nguyên Hồng                       | 1980                | Giao Linh                                                                                    |         |
| Anh giải phóng tôi hay tôi giải phóng anh         | Nhật Ngân                         | trước 1975          |                                                                                              |         |
| Anh về thủ đô                                     | Y Vân                             |                     | Thụy Trâm                                                                                    |         |
| Bà mẹ Sài Gòn                                     | Xuân Điềm                         |                     | Lệ Thu                                                                                       |         |
| Bài ca người nữ tự vệ Sài Gòn                     | Phạm Minh Tuấn / Lê Anh Xuân      |                     | Cẩm Ly, Hương Giang                                                                          |         |
| Bên em chiều Sài Gòn                              | Nguyễn Nhất Huy                   |                     | Cẩm Ly                                                                                       |         |
| Bình minh giữa Sài Gòn                            | Viết Duy                          |                     | Hồng Ngọc                                                                                    |         |
| Bước chân chiều chủ nhật                          | Đỗ Kim Bảng                       |                     | Mỹ Thể, Ngọc Liên                                                                            |         |
| Cảm ơn em Sài Gòn                                 |                                   |                     | Hàn Thái Tú                                                                                  |         |
| Chiều mưa Sài Gòn                                 | Ngọc Quang                        |                     | Quốc Dũng                                                                                    |         |
| Chiều thủ đô                                      | Khánh Băng                        | 1961                | Thanh Lan, Tuấn Vũ                                                                           |         |
| Chiều trên đường Hồng Thập Tự                     | Nguyễn Tất Nhiên                  |                     | Hoàng Thi, Khánh Ly, Diễm Chi                                                                |         |
| Chiều trên Phá Tam Giang                          | Trần Thiện Thanh                  |                     | Thanh Lan, Vũ Khanh, Khánh Ly, Ý Lan, Lê Uyên...                                             |         |
| Chiều trên quê hương tôi                          | Trịnh Công Sơn                    | 1980                | Elvis Phương, Thanh Hải, Lan Ngọc                                                            |         |
| Cho thành phố mất tên                             | Phạm Đình Chương / Hoàng Ngọc Ẩn  |                     | Mai Hương, Khánh Ly                                                                          |         |
| Cô Ba Sài Gòn                                     | Only C, Nguyễn Phúc Thiện         | 2017                | Đông Nhi                                                                                     |         |
| Cô gái Sài Gòn đi tải đạn                         | Lư Nhất Vũ                        |                     | Thanh Hoa, Ái Xuân, Bích Phượng, Cẩm Ly                                                      |         |
| Cố lên Sài Gòn                                    | Nguyễn Hoài Anh                   |                     | Ưng Hoàng Phúc, Dương Ngọc Thái, Quân A.P, Đạt G, Lena, Sobe, Bùi Dương Thái Hà              |         |
| Con đường tình ta đi                              | Phạm Duy                          |                     | Duy Quang, Ý Lan, Ngọc Lan - Don Hồ, Đức Tuấn                                                |         |
| Con gái Sài Gòn                                   |                                   |                     |                                                                                              |         |
| Còn nhớ Sài Gòn không?                            |                                   |                     | Tuấn Vũ                                                                                      |         |
| Dạo chơi Sài Gòn                                  | Cải lương                         |                     | Văn Hường                                                                                    |         |
| Đêm đô thị                                        | Y Vân                             |                     | Shayla, Bảo Vân, Mắt Ngọc, Ánh Minh,...                                                      |         |
| Đêm khuya trên đường Catinat                      | Trần Văn Trạch                    |                     | Thanh Lan                                                                                    |         |
| Đêm nhớ trăng Sài Gòn                             | Phạm Đình Chương / Du Tử Lê       |                     | Thái Thanh, Vũ Khanh, Ý Lan, Thanh Long...                                                   |         |
| Đêm nhớ về Sài Gòn                                | Nhật Ngân/Trầm Tử Thiêng          | 1987                | Khánh Ly, Nguyên Khang, Tuấn Ngọc, Quốc Khanh, Gia Huy                                       |         |
| Đêm Sài Gòn                                       |                                   |                     | Ban AVT, Mắt Ngọc                                                                            |         |
| Đêm Saigon giới nghiêm                            | Bertha Mỹ Linh Lâm                | 2021                | Tác giả Trình bày -Cs Thảo Vy                                                                |         |
| Đừng Trở Lại Sài Gòn                              | Phạm Anh Dũng / Trần Trung Đạo    |                     | Phạm Anh Dũng, Tâm Thư, Lâm Dung                                                             |         |
| Đẹp lắm Sài Gòn ơi                                | Nguyễn Thừa Thiên                 | 2017                | Nguyễn Thừa                                                                                  |         |
| Đẹp lắm thành phố tôi                             | Chương Đức                        |                     | Nhóm Mây Trắng                                                                               |         |
| Đường xưa Sài Gòn                                 | Khánh Phương                      |                     | Bảo Yến                                                                                      |         |
| Em còn nhớ hay em đã quên                         | Trịnh Công Sơn                    |                     | Khánh Ly, Cẩm Vân, Mỹ Tâm, Hồng Nhung,...                                                    |         |
| Em và nắng Sài Gòn                                | Đỗ Đức Hậu                        |                     | Lệ Thu                                                                                       |         |
| Em Sài Gòn đẹp nhất về đêm                        | Phạm Đình Chương / Hoàng Ngọc Ẩn  |                     | Jo Marcel, Đức Minh                                                                          |         |
| Ghé bến Sài Gòn                                   | Văn Phụng                         |                     | Như Quỳnh, Loan Châu, Bảo Hân, Trúc Lam & Trúc Linh, Trish Thùy Trang, Hợp ca                |         |
| Giã biệt Sài Gòn                                  |                                   | 1970?               | Thái Châu, Tuấn Vũ                                                                           |         |
| Giã từ thành phố                                  |                                   |                     | Hương Lan                                                                                    |         |
| Góc phố dịu dàng                                  | Trần Minh Tuấn                    |                     | Tam ca Áo Trắng                                                                              |         |
| Gửi nắng cho em                                   | Phạm Tuyên / Bùi Văn Dung         |                     | Trọng Tấn, Đăng Dương, AC&M                                                                  |         |
| Gửi về Hà Nội-Sài Gòn                             | Phạm Vũ                           |                     | Mai Hương                                                                                    |         |
| Hà Nội-Huế-Sài Gòn                                | Hoàng Vân                         |                     | Anh Thơ                                                                                      |         |
| Hai mươi mùa nắng lạ                              | Trịnh Công Sơn                    | 1995                | Trịnh Vĩnh Trinh, Thu Phương                                                                 |         |
| Hát cho ngày Sài Gòn quật khởi                    | Nguyệt Ánh                        |                     | Nguyệt Ánh                                                                                   |         |
| Hát cho người ra đi (Sài Gòn hai mùa)             | Ngô Thụy Miên                     | 1981                | Phương Thanh, Duy Quang                                                                      |         |
| Hát lời 300 năm Sài Gòn                           | Văn Thành Nho                     | 1998                | Đội ca nhà thiếu nhi thành phố                                                               |         |
| Hát trên đồi Tăng Nhơn Phú                        | Vũ Đức Sao Biển                   |                     |                                                                                              |         |
| Hãy yên lòng Sài Gòn ơi                           | Kim Hồng                          | 2021                | Quốc Quốc, Thu Sang, Vương Hà Minh, Lệ Nguyễn, Phương Thảo, Triều Vương, Minh Đức, Khai Xuân |         |
| Hello Ho Chi Minh City                            | Dương Khắc Linh                   |                     |                                                                                              |         |
| Hẹn em Sài Gòn                                    | Hà Thúc Sinh                      |                     |                                                                                              |         |
| Hò i a hò khoan Sài Gòn-Gia Định                  |                                   |                     | Hợp ca                                                                                       |         |
| Huế-Sài Gòn-Hà Nội                                | Trịnh Công Sơn                    | 1969                | Khánh Ly, Hồng Nhung, Lê Uyên, Cẩm Vân...                                                    |         |
| Khi thành phố vắng anh                            |                                   |                     | Song Hằng                                                                                    |         |
| Khi xa Sài Gòn                                    | Lê Uyên Phương / Kim Tuấn         | 1980                | Lê Uyên, Khánh Ly, Elvis Phương                                                              |         |
| Khi xa Sài Gòn                                    | Nguyễn Tấn Hưng                   |                     |                                                                                              |         |
| Khóc một dòng sông                                | Đức Huy                           | 1980                | Đức Huy, Ngọc Lan, Ngọc Hạ                                                                   |         |
| Khúc tình ca Sài Gòn                              |                                   |                     | Lam Trường                                                                                   |         |
| Khung trời Sài Gòn                                | Khánh Phương                      |                     | Bảo Yến                                                                                      |         |
| Lá thư đô thị                                     | Tuấn Lê                           | 1970                | Chế Linh, Trường Vũ                                                                          |         |
| Làng báo Sài Gòn                                  | Lê Thương                         | 1948                | Trần Văn Trạch                                                                               |         |
| Little Saigon                                     | Alan Nguyễn                       | 1985                | Don Hồ                                                                                       |         |
| Loay hoay chiều Sài Gòn                           | Nguyễn Thế Bảo                    | 2017                | Thế Bảo, Juun Đăng Dũng                                                                      |         |
| Mai ai về Sài Gòn                                 | Bùi Phạm Thành & Mỹ Hương         |                     |                                                                                              |         |
| Mãi mãi Sài Gòn                                   | Phan Văn Hưng / Nam Dao           |                     | Phan Văn Hưng                                                                                |         |
| Miền đất hoa lệ                                   | Đào Duy Quỳnh                     | 2022                | Đào Duy Quỳnh                                                                                |         |
| Mình là người Sài Gòn                             | Mr. Kao                           | 2018                | Don Nguyễn                                                                                   |         |
| Miss Saigon                                       | Musical                           |                     | nhạc kịch                                                                                    |         |
| Một thoáng Sài Gòn                                | Bảo Phúc / Vũ Tuấn Bảo            |                     | Thanh Trúc, Sỹ Đan, Diễm Liên                                                                |         |
| Mùa đông Sài Gòn                                  | Nguyễn Ngọc Thiện                 |                     | Cẩm Vân                                                                                      |         |
| Mùa đông Sài Gòn                                  | Lương Ngọc Thảo                   |                     |                                                                                              |         |
| Mưa mùa hạ                                        | Trịnh Công Sơn                    |                     | Hà Thanh Lịch                                                                                |         |
| Mưa Sài Gòn                                       | Lương Bằng Quang                  |                     | Lương Bằng Quang                                                                             |         |
| Mưa Sài Gòn                                       | Quốc Vượng                        |                     | Thu Hà, Hiền Thục                                                                            |         |
| Mưa Sài Gòn                                       | Ánh Thủy                          |                     | Thu Trang                                                                                    |         |
| Mưa Sài Gòn                                       | Vũ Thành                          |                     |                                                                                              |         |
| Mưa Sài Gòn còn buồn không em                     | Nguyệt Ánh                        | 1980                | Nguyệt Ánh, Thiên Kim, Ngọc Lan                                                              |         |
| Mưa Sài Gòn mưa Hà Nội                            | Phạm Đình Chương / Hoàng Anh Tuấn |                     | Hương Lan, Ái Vân, Khánh Ly, Mai Hương                                                       |         |
| Mùa xuân trên thành phố Hồ Chí Minh               | Xuân Hồng                         |                     | Tam Ca Áo Trắng                                                                              |         |
| Nắng Paris nắng Sài Gòn                           | Ngô Thụy Miên                     |                     | Sĩ Phú, Tuấn Ngọc, Thái Hiền, Vũ Khanh, Trần Đức                                             |         |
| Nắng Sài Gòn                                      | Xuân Hồng                         |                     | Mắt Ngọc, Mây Trắng                                                                          |         |
| Ngõ vắng xôn xao                                  | Trần Quang Huy                    | 1999                | Lam Trường, Thu Minh                                                                         |         |
| Nhớ em một ngày nắng Sài Gòn                      | Thanh Trang                       |                     | Quang Tuấn                                                                                   |         |
| Nhớ mưa Sài Gòn                                   | Vĩnh Tâm                          |                     | Lam Trường, Quang Dũng                                                                       |         |
| Nhớ mưa Sài Gòn                                   | Hữu Thạnh                         |                     | Tóc Tiên                                                                                     |         |
| Nhớ Sài Gòn                                       | Anh Bằng / Trúc Giang             | 1998                | Lê Tâm                                                                                       |         |
| Nhớ Sài Gòn                                       | Minh Khang                        | 2008                | Gia Huy                                                                                      |         |
| Nhớ Sài Gòn                                       | Phạm Anh Dũng                     |                     | Quỳnh Giao                                                                                   |         |
| Nhớ Sài Gòn                                       | Quốc Hùng                         |                     | Nguyên Khang, Diễm Liên                                                                      |         |
| Nhớ tên em Sài Gòn                                | Vũ Quốc Việt                      |                     | Vũ Quốc việt                                                                                 |         |
| Những con đường thành phố tôi yêu                 | Thanh Trang                       |                     | Quang Tuấn                                                                                   |         |
| One night in Saigon                               | Johnny Trí Nguyễn                 | 2004                | Minh Trí - Việt Thi                                                                          |         |
| Ông trăng ở Sài Gòn                               | Văn Thành Nhân                    |                     | Nguyễn Đỗ Anh Tuấn                                                                           |         |
| Ơi người bạn Sài Gòn                              | Duy Khánh                         | 1994                | Duy Khánh                                                                                    |         |
| Phố quen                                          | Mạnh Trinh                        | Mỹ Tâm, Khánh Ngọc  |                                                                                              |         |
| Rock Sài Gòn                                      | Lâm Quốc Cường                    | 2000                | MTV, V.Music, Anh Thúy, HKT-M                                                                |         |
| Sài Gòn bao nhiêu đèn đỏ                          | Phạm Hồng Phước                   | 2014                | Phạm Hồng Phước                                                                              |         |
| Sài Gòn bận lắm                                   | Hamlet Trương                     |                     | Thủy Tiên                                                                                    |         |
| Sài Gòn đẹp lắm (Sài Gòn)                         | Y Vân                             |                     | Ánh Tuyết, Loan Châu, Ngọc Lan, Mắt Ngọc, Hợp ca, Năm dòng kẻ, Thanh Hà...                   |         |
| Sài Gòn                                           | Ngô Nguyễn Trần - Tâm Thơ         | 2008                | Hoàng Quân                                                                                   |         |
| Sài Gòn                                           | Dư Quốc Vương                     | 2023                | WHEE!                                                                                        |         |
| Saigon                                            | Huy Tuấn / Hồng Nhung             | 2011                | Hồng Nhung                                                                                   |         |
| Saigon 1952                                       | Craig Armstrong                   | 2000                | Craig Armstrong                                                                              |         |
| Saigon here we come                               | Only C                            | 2012                | 365                                                                                          |         |
| Saigon night                                      | Addy Trần                         | 2015                | Tronie Ngô, Addy Trần, MiA                                                                   |         |
| Saigon reunion                                    | Kitaro (Phim Heaven And Earth)    | 1993                | Kitaro                                                                                       |         |
| Sài Gòn-Chợ Lớn                                   | Trần Quang Hải                    |                     | Trần Quang Hải                                                                               |         |
| Sài Gòn bây giờ buồn không em                     | Song Ngọc                         |                     |                                                                                              |         |
| Sài Gòn cà phê sữa đá                             | Hà Okio                           |                     | Hà Okio                                                                                      |         |
| Sài Gòn cảm khúc                                  | Trần Chí Phúc                     |                     | Thái Hiền                                                                                    |         |
| Sài Gòn chỉ vui khi các anh về                    | Bảo Chương (Duy Trác)             |                     | Khánh Ly                                                                                     |         |
| Sài Gòn chiều bơ vơ                               | Thái Thịnh                        |                     | Minh Tuyết                                                                                   |         |
| Sài Gòn chiều mưa                                 | Xuân Hoàng / Trần Văn Phúc        |                     | Trần Tuyến, Mỹ Hạnh                                                                          |         |
| Sài Gòn chiều mưa thu                             |                                   |                     | Đình Nguyên                                                                                  |         |
| Sài Gòn có em                                     | Phạm Mạnh Đạt                     |                     |                                                                                              |         |
| Sài Gòn còn đây niềm nhớ                          | Phó Quốc Thắng / Hoàng Ngọc Ẩn    |                     | Tuấn Ngọc                                                                                    |         |
| Sài Gòn còn đó nỗi buồn (Đừng khóc nữa Sài Gòn)   | Ngô Thụy Miên                     | 1980                | Lệ Thu,                                                                                      |         |
| Sài Gòn cô tiên năm 2000                          | Phương Uyên                       | 1995                | Ba con mèo, Thanh Thảo, Tam ca Áo trắng, Mắt Ngọc, Thiếu nhi                                 |         |
| Sài Gòn cố gắng lên                               | Tuno, Dee Trần                    | 2021                | Dee Trần                                                                                     |         |
| Sài Gòn của anh                                   | HuyR                              | 2020                | HuyR, K-ICM                                                                                  |         |
| Sài Gòn của tôi                                   | Phan Kiên                         | 1986                | Duy Quang                                                                                    |         |
| Sài Gòn đau lòng quá                              | Hứa Kim Tuyền                     | 2021                | Hứa Kim Tuyền, Hoàng Duyên                                                                   |         |
| Sài Gòn đèn xanh đèn đỏ                           | Tăng Nhật Tuệ                     | 2021                | Hannie                                                                                       |         |
| Sài Gòn đêm                                       | Quỳnh Hợp - Nguyễn Hồng Oanh      |                     | Đinh Bảo                                                                                     |         |
| Sài Gòn đêm mưa                                   | Quang Dũng                        |                     | Hồng Nhung                                                                                   |         |
| Sài Gòn đêm nay                                   | Lê Kim Lực                        | 2007                | Tóc Tiên                                                                                     |         |
| Sài Gòn đêm nay                                   | Ngọc Lễ                           | 2004                | Hồng Ngọc, Kasim Hoàng Vũ                                                                    |         |
| Sài Gòn em và tôi                                 | Nguyễn Ánh 9                      | 2002                | Elvis Phương                                                                                 |         |
| Sài Gòn em và tôi                                 | Từ Yên - Y Vũ                     | 1997                | Bảo Phúc                                                                                     |         |
| Sài Gòn em nhớ ai (Sài Gòn nhớ em)                | Minh Vy                           | 2008                | Duy Trường, Hương Thủy, Phi Nhung, Trung Hậu                                                 |         |
| Sài Gòn em ở đó                                   | Trần Chí Phúc                     | 1986                | Elvis Phương                                                                                 |         |
| Sài Gòn gần xa                                    | Vũ Hối - Trần Thiện Thanh         |                     | Nhật Trường                                                                                  |         |
| Sài Gòn Giáng sinh                                | Phương Uyên                       |                     | Tam ca Áo trắng                                                                              |         |
| Sài Gòn hẹn ước                                   | Nguyễn Thanh Cảnh                 | 2011                | Xuân Phú                                                                                     |         |
| Sài Gòn-Hình bóng quê hương                       | Phương Nguyễn                     | 2013                | Lê Hồng Quang                                                                                |         |
| Sài Gòn hôm nay                                   |                                   |                     | Hợp xướng                                                                                    |         |
| Sài Gòn hôm nay mưa                               | Hoàng Duyên                       | 2021                | Hoàng Duyên, JSOL                                                                            |         |
| Sài Gòn không quên                                |                                   |                     | Hợp ca                                                                                       |         |
| Sài Gòn khúc tình ca                              | Trần Thị Tuyết                    |                     | Nam Khánh                                                                                    |         |
| Sài Gòn kỷ niệm                                   | Anh Bằng                          | 2011                | Đan Nguyên                                                                                   |         |
| Saigon Lullaby                                    | Thái Trinh                        | 2021                | Thái Trinh                                                                                   |         |
| Sài Gòn lại có em                                 | Lại Quốc Hùng                     | 1992                | Ngọc Quy                                                                                     |         |
| Sài Gòn mãi trong tim                             | Nguyễn Thanh Cảnh                 | 2010                | Trọng Bắc, Hà My/ Trọng Bắc, Diệu Hiền                                                       |         |
| Sài Gòn mãi trong tim ta                          | Phương Uyên                       |                     | nhiều ca sĩ                                                                                  |         |
| Sài Gòn, màu nắng cho em                          | Vũ Quốc Việt                      |                     | Cẩm Vân                                                                                      |         |
| Sài Gòn mến yêu                                   |                                   |                     | Thế Sơn                                                                                      |         |
| Sài Gòn mơ ngày hội ngộ                           | Trần Chí Phúc                     |                     | Duy Quang                                                                                    |         |
| Sài Gòn một thoáng 30 năm                         | Trần Chí Phúc                     | 2005                | Trần Chí Phúc                                                                                |         |
| Sài Gòn một khúc tình ca                          |                                   |                     | Huỳnh Lợi                                                                                    |         |
| Sài Gòn mưa                                       |                                   |                     | Huỳnh Lợi                                                                                    |         |
| Sài Gòn mưa bay                                   | Uyên Mạc / Hà Khánh Phương        |                     |                                                                                              |         |
| Sài Gòn mưa hay nắng                              | Uyên Mạc / Miên Thụy              |                     |                                                                                              |         |
| Sài Gòn mùa lá rụng                               | Trần Hữu Bích / Phạm Thành An     |                     |                                                                                              |         |
| Sài Gòn mùa thương cũ                             | Nguyễn Thanh Cảnh                 | 2011                | Quang Minh                                                                                   |         |
| Sài Gòn mưa nắng                                  | Khanh Phương                      |                     |                                                                                              |         |
| Sài Gòn nắng                                      | Hoàng Mạnh Toàn                   |                     | Minh Thu                                                                                     |         |
| Sài Gòn nắng, Sài Gòn mưa                         | Kiều Tấn / Hồ Thi Ca              |                     |                                                                                              |         |
| Sài Gòn nắng, Sài Gòn mưa, Sài Gòn của tôi        |                                   |                     | Mắt Ngọc                                                                                     |         |
| Sài Gòn ngày cuối tháng tư                        | Nguyệt Ánh                        | 1981                | Nguyệt Ánh                                                                                   |         |
| Sài Gòn ngày trở lại                              | Lê Tín Hương                      | 1996                | Anh Dũng                                                                                     |         |
| Sài Gòn ngày xa phố                               | Minh Đức                          |                     | Lô Thủy                                                                                      |         |
| Sài Gòn nhan sắc                                  | DCTam                             | 2012                | NT band + Masta B                                                                            |         |
| Sài Gòn nhớ, Sài Gòn thương                       | Thanh Trang                       | 2008                | Quang Tuấn, Anh Ngọc                                                                         |         |
| Sài Gòn niềm nhớ                                  | Ngọc Trọng                        | 1986                | Elvis Phương                                                                                 |         |
| Sài Gòn niềm nhớ                                  | Khúc Lan / Duy Nhân               |                     |                                                                                              |         |
| Sài Gòn niềm nhớ không tên (Nước mắt cho Sài Gòn) | Nguyễn Đình Toàn                  | 1980                | Khánh Ly, Lệ Thu, Lưu Hồng                                                                   |         |
| Sài Gòn niềm thương nhớ không nguôi               | Nguyệt Ánh                        |                     | Nguyệt Ánh                                                                                   |         |
| Sài Gòn niềm thương nỗi nhớ                       | Võ Tá Hân / Trần Ngọc             |                     | Trịnh Lam                                                                                    |         |
| Sài Gòn ơi hẹn ngày trở lại                       | Nguyễn Lãm Thắng                  | 2009                | Anh Nguyên                                                                                   |         |
| Sài Gòn ơi gọi mãi tên người                      |                                   |                     | Nam Khánh                                                                                    |         |
| Sài Gòn ơi, ngày nào anh sẽ về                    | Lại Quốc Hùng                     | 1979                | Ngọc Quy                                                                                     |         |
| Sài Gòn ơi ta nhớ em                              | La Tuấn Dzũng                     |                     | Lan Phương                                                                                   |         |
| Sài Gòn ơi, ta sẽ về                              | Trần Lãng Minh                    | 1980                | Khánh Ly                                                                                     |         |
| Sài Gòn ơi tiếng gọi                              | Châu Đình An                      |                     | Hương Lan                                                                                    |         |
| Sài Gòn ơi tôi còn em đó                          | Trường Sa                         |                     | Thùy Dương                                                                                   |         |
| Sài Gòn ơi vĩnh biệt (Vĩnh biệt Sài Gòn)          | Nam Lộc                           | 1975                | Khánh Hà, Thái Hiền, Vũ Khanh, Sĩ Phú                                                        |         |
| Sài Gòn phố                                       | Minh Đức                          | 2018                | Duy Long                                                                                     |         |
| Sài Gòn quật khởi                                 | Hồ Bắc                            |                     | AC&M, Hợp ca                                                                                 |         |
| Sài Gòn quê hương tôi                             | Đức Trí                           |                     | Tam ca Áo trắng                                                                              |         |
| Sài Gòn ra đường                                  | Duyên Anh                         |                     | Bạch Yến                                                                                     |         |
| Sài Gòn rap                                       | Vy Nhật Tảo                       |                     | Đan Trường                                                                                   |         |
| Sài Gòn rực sáng tự do                            | Việt Tiến                         |                     |                                                                                              |         |
| Sài Gòn Sài Gòn                                   | Châu Đăng Khoa                    | 2013                | V.Music                                                                                      |         |
| Sài Gòn sau mưa                                   | Quỳnh Hợp - Giang Lâm             | 2005                | Quang Hà                                                                                     |         |
| Sài Gòn Seagames                                  | Phạm Đăng Khương                  | 2003                | Việt Quang                                                                                   |         |
| Sài Gòn sống như tia nắng mặt trời                | Đình Bảo                          | 2021                | Đình Bảo, Uyên Linh, Quốc Thiên, Tóc Tiên, SOOBIN, Thanh Hà                                  |         |
| Sài Gòn ta từ một sớm 30                          |                                   |                     | Tốp ca                                                                                       |         |
| Sài Gòn teen                                      | Yên Lam                           | 2008                | Võ Hạ Trâm                                                                                   |         |
| Sài Gòn thành phố Hồ Chí Minh                     |                                   |                     | Hợp xướng                                                                                    |         |
| Sài Gòn thành phố tôi yêu                         | Nguyễn Đình Nguyên                | 2000                | Hợp xướng                                                                                    |         |
| Sài Gòn thành phố tôi yêu                         |                                   |                     | Quang Dũng                                                                                   |         |
| Sài Gòn thế kỷ mới                                |                                   |                     | Anh Bằng                                                                                     |         |
| Sài Gòn thứ bảy                                   | Anh Bằng                          |                     | Tuấn Vũ, Bảo Tuấn, Đan Nguyên                                                                |         |
| Sài Gòn thu mưa                                   | Trần Quang Lộc                    |                     | Trần Quang Lộc                                                                               |         |
| Sài Gòn thương yêu                                | Nguyên Hà                         |                     | Lệ Thu                                                                                       |         |
| Sài Gòn tình ca                                   |                                   |                     | Châu Gia Kiệt                                                                                |         |
| Sài Gòn tình yêu                                  | Nguyễn Hồng Thuận                 | 2017                | Nguyễn Hồng Thuận                                                                            |         |
| Sài Gòn tình yêu của tôi                          | Hoàng Mạnh Toàn                   |                     | Hồ Bích Ngọc                                                                                 |         |
| Sài Gòn tôi mưa                                   | Nguyễn Kim Tuyên                  | 2021                | Nguyễn Kim Tuyên + MC Goku                                                                   |         |
| Sài Gòn tôi ơi                                    |                                   |                     | Mỹ Hạnh                                                                                      |         |
| Sài Gòn tôi sẽ                                    | Nguyễn Thái Dương                 | 2021                | Nguyễn Thái Dương                                                                            |         |
| Sài Gòn tôi yêu                                   |                                   |                     | Đức Tuấn                                                                                     |         |
| Sài Gòn trên đường Nguyễn Du                      | Nguyễn Tất Nhiên                  |                     | Khánh Ly                                                                                     |         |
| Sài Gòn trong lòng ta mãi mãi                     | Nguyệt Ánh                        |                     | Nguyệt Ánh                                                                                   |         |
| Sài Gòn trong nỗi nhớ                             | Nguyễn Thanh Cảnh                 | 2007                | Mai Thiên Vân                                                                                |         |
| Sài Gòn trong tâm hồn tôi                         | Hồng Xương Long                   |                     | Quang Dũng                                                                                   |         |
| Sài Gòn trong tim tôi                             |                                   |                     | Quốc Đại                                                                                     |         |
| Sài Gòn trong tôi                                 |                                   |                     | Xuân Trường                                                                                  |         |
| Sài Gòn trong trái tim tôi                        | Vũ Vĩnh Phúc                      |                     | Nhật Huy                                                                                     |         |
| Sài Gòn twist                                     | Trần Quế Sơn                      |                     | Lan Trinh                                                                                    |         |
| Sài Gòn twist                                     | Hồng Vân                          |                     |                                                                                              |         |
| Sài Gòn về đêm                                    | Tô Thanh Tùng                     |                     | Tấn Lộc                                                                                      |         |
| Sài Gòn về miền dĩ vãng                           | Trúc Hồ                           |                     |                                                                                              |         |
| Sài Gòn vẫn mãi trong tôi                         | Anh Bằng - Trúc Hồ                |                     | Lâm Nhật Tiến                                                                                |         |
| Sài Gòn vĩnh biệt                                 | Nam Lộc                           |                     | Sĩ Phú, Khánh Ly, Ngọc Lan, Khánh Hà, Hồ Hoàng Yến                                           |         |
| Sài Gòn vĩnh biệt tình ta                         | Song Ngọc / Hoàng Ngọc Ẩn         | 1979                | Khánh Ly, Ngọc Lan                                                                           |         |
| Sài Gòn xanh                                      | Võ Thiện Thanh                    |                     | Nguyễn Phi Hùng                                                                              |         |
| Sài Gòn yêu dấu                                   | Lê Uyên Phương ?                  |                     | Khánh Ly, Ngọc Lan                                                                           |         |
| Sài Gòn yếu đuối biết dựa vào ai                  | Huỳnh Quốc Huy                    | 2019                | Tăng Phúc, CHARLES.                                                                          |         |
| Sạch hơn nhé Sài Gòn                              | Phạm Việt Tuân, Thu Hương         | 2019                | SGirls Band, Seachains                                                                       |         |
| Ta sẽ về Sài Gòn                                  |                                   |                     |                                                                                              |         |
| Thành phố của tôi                                 | Phan Nhân                         |                     | Nhật Hào, Quốc Đại                                                                           |         |
| Thành phố của tôi                                 |                                   |                     | Hợp xướng                                                                                    |         |
| Thành phố đêm                                     | Phú Quang                         |                     | Ngọc Anh                                                                                     |         |
| Thành phố mười mùa hoa                            | Phạm Tuyên                        |                     | Nhóm Mây Trắng, Kasim Hoàng Vũ, Thúy Lan                                                     |         |
| Thành phố mùa xuân (Sài Gòn mùa xuân)             | Trịnh Công Sơn                    |                     | Lan Ngọc                                                                                     |         |
| Thành phố sau lưng                                | Hàn Châu                          | Cuối thập niên 1960 | Hương Lan, Tuấn Vũ, Đan Nguyên                                                               |         |
| Thành phố tình yêu                                | Thanh Trúc                        |                     | Huỳnh Lợi                                                                                    |         |
| Thành phố tình yêu và nỗi nhớ                     | Phạm Minh Tuấn                    |                     | Quang Dũng, Mỹ Tâm, Thu Minh                                                                 |         |
| Thành phố tôi yêu                                 | Hoàng Hiệp                        |                     | Nam Khánh                                                                                    |         |
| Thành phố trẻ                                     | Trần Tiến                         |                     | Ngọc Lễ - Phương Thảo, Trần Tiến                                                             |         |
| The heat is on in Saigon                          | Musical (nhạc kịch "Miss Saigon") |                     |                                                                                              |         |
| Thiệt là dễ thương                                | August                            | 2024                | Nguyễn Thúc Thùy Tiên, Erik, August, Anngo, Thuy MX, Wong, DeepK                             |         |
| Thiếu nhi thành phố Bác                           | Lê Anh Tú                         |                     | Thiếu nhi                                                                                    |         |
| Thu Sài Gòn                                       | Ngô Thụy Miên                     |                     | Lệ Thu, Ngọc Lan                                                                             |         |
| Thu Sài Gòn                                       | Trường Hải                        |                     | Tuấn Vũ                                                                                      |         |
| Thu Sài Gòn                                       | Vũ Đức Sao Biển                   |                     |                                                                                              |         |
| Thư về em gái thành đô                            | Duy Khánh                         | 1967                | Duy Khánh, Tuấn Vũ                                                                           |         |
| Thương nhớ Sài Gòn                                | Phạm Duy                          | 1981                |                                                                                              |         |
| Tiến về Sài Gòn                                   | Lưu Hữu Phước                     | 1966                |                                                                                              |         |
| Tiếng hát Chăm bên dòng sông Sài Gòn              | Trương Quang Lục                  |                     | Bonnuer Trinh, Đông Quân                                                                     |         |
| Tiếng hát từ thành phố mang tên người             | Cao Việt Bách - Đặng Trung        |                     | Đăng Dương, Trọng Tấn                                                                        |         |
| Tìm nhau giữa Sài Gòn                             | Ryan Wan                          | 2013                | Đỗ Phú Quí, Trọng Nguyên                                                                     |         |
| Tình khúc cho Sài Gòn                             | Phương                            |                     |                                                                                              |         |
| Tôi người Sài Gòn                                 | Xuân Hoàng / Trần Văn Phúc        |                     | Trần Văn Phúc                                                                                |         |
| Tôi Sài Gòn                                       | Trần Viết Tân                     | 2010                | Trần Viết Tân                                                                                |         |
| Tôi trở về thành phố                              | Y Vân & Hoàng Huy                 |                     |                                                                                              |         |
| Tôi yêu thành phố tôi                             | Nguyễn Hồng Thuận                 | 2013                | V.Music                                                                                      |         |
| Trả lại em yêu                                    | Phạm Duy                          |                     | Thái Thanh, Vũ Khanh, Elvis Phương, Trần Thái Hòa                                            |         |
| Tuổi trẻ thành phố Bác                            | Trường Huy                        |                     | K6                                                                                           |         |
| Tuổi trẻ thành phố Bác Hồ                         | Trần Hữu Bích                     |                     | Đông Quân, Bonnuer Trinh                                                                     |         |
| Về lại Sài Gòn giữa mùa hoa phượng                | Trần Quốc Dũng / Đỗ Hữu Tài       | 1995                | Đình Văn, Ngọc Tuyến                                                                         |         |
| Về Sài Gòn đi em                                  |                                   |                     | Trần Thái Hòa                                                                                |         |
| Welcome to Little Saigon                          | Trúc Hồ & Sỹ Đan                  | 2000                | Shayla                                                                                       |         |
| Welcome to Sài Gon                                |                                   |                     | Tô Gia Tuấn                                                                                  |         |
| Welcome to Saigon (Xin chào Sài Gòn)              | Justin Murta                      | 2011                | The Rebelz (Rap)                                                                             |         |
| Yêu em Sài Gòn                                    | Nguyễn Đức Trung                  |                     | Phi Nga, Titikids                                                                            |         |